# PlayStation Portable
PlayStation Portable（PSP）是由索尼電腦娛樂开发的第七世代掌上遊戲機，与任天堂开发的第七世代掌上遊戲機任天堂DS竞争。E3 2003上索尼公布它们正在开发一款掌上游戏机，并在2004年5月11日下一届E3之前的索尼新闻发布会上公布具体详情。PlayStation Portable于2004年12月12日在日本发布；2005年3月24日在北美发布；并于2005年9月1日在其他使用PAL制式的地区发布。
PSP是在其推出时功能最为强大的便携式电子游戏机，在许多任天堂便携式电子游戏机的竞争对手（如SNK的Neo Geo Pocket和诺基亚的N-Gage）失败以后，这是它的第一个真正的对手，PSP以其先进的图像性能，使其成为一种十分流行的便携式娱乐设备。其能够连接至PlayStation 2和PlayStation 3电子游戏机、运行Microsoft Windows和麥金塔操作系统的个人电脑、其他的PSP游戏机及互联网。PSP是除飞利浦CD-i 370外唯一一款主要使用光盘格式存储的便携式电子游戏机，其使用的光盘为通用媒體光碟（或称为UMD）。它受到大多数电子游戏评论家的积极评价，截至2012年共售出了7600万部。
PSP共发布了许多型号的机器。其在2014年停止出货。索尼于2016年3月31日关闭了PSP上的PlayStation Store服务。PSP在其长达11年的生命周期内共销售了约8000万台。最后一家UMD光盘制造工厂位于日本，其于2016年底关闭。PSP系列最后由PlayStation Vita便携式电子游戏机继承。该产品于2011年12月在日本发布，于2012年2月在全球发布。PlayStation Vita向下兼容通过PlayStation Network在PlayStation Store上发布的PSP游戏。

## 历史
索尼计算机娱乐公司在E3 2003之前的新闻发布会上首次宣布其正在开发PlayStation Portable。但发布会上没有展示样品，却只发布了关于PSP的大量技术细节。首席执行官Ken Kutaragi将该设备称为“21世纪的随身听”，类似于家用电子游戏机的多媒体功能。一些游戏网站对PlayStation Portable的计算能力印象深刻，并期待其作为游戏平台的潜力。
任天堂于1989年推出Game Boy，自20世纪90年代以来，任天堂一直都主导着掌机市场，仅与日本萬代的WonderSwan（1999-2003）和世嘉的Game Gear（1990-2001）经历了激烈的竞争。1999年1月，索尼在日本发布了短暂成功的PocketStation，这是索尼首次涉足手持游戏市场。随后的SNK Neo Geo Pocket和诺基亚的N-Gage也未能削减任天堂的份额。根据2004年國際數據資訊分析师的说法，PSP是“任天堂在便携式电子游戏机市场占主导地位时的第一个合格竞争者”。
PSP的第一个概念图片在2003年11月的索尼公司战略会议上公布，图片中显示PSP有平面按钮，但没有类比摇杆。一些评论家对PSP缺乏类比摇杆表示担忧，但这些担忧在PSP于2004年E3索尼新闻发布会上正式公布时得到了缓解。索尼在2004年E3索尼新闻发布会上还公布了99家电子游戏开发公司的名单，这些公司都承诺会支持新的便携式电子游戏机。在会议上还展示了几个游戏演示，如科樂美的 《潛龍諜影Ac!d》和SCE Studio Liverpool的《Wipeout Pure》。

### 发售
2004年10月17日，索尼宣布PSP将于当年的12月12日在日本推出，标准版的售价为19800日元。还推出了一款包含了一些PSP配件的套装版本，名为“价值套装”，售价为24800日元。此次发布取得了很大的成功，在日本发售的第一天，PSP共售出超过20万台。其他颜色的PSP均以价值套装的形式出售，售价约200美元。索尼于2005年2月3日宣布PSP将于2005年3月24日在北美地区以一种套装的形式进行销售，建议零售价为249美元或299加元。一些评论员对PSP在北美地区的高价格表示担忧。PSP在北美地区的价格比日本地区的售价高出近20美元，比任天堂DS售价高出100多美元。尽管如此，PSP在北美的发布也取得了成功。索尼表示，PSP在北美发售的头两天共销售了50万台，但据报道，这个数字依然低于索尼的预期。
PSP原本打算同时在使用PAL制式的区域和北美地区推出，但在2005年3月15日，索尼宣布由于日本和北美地区对PSP的需求量很大，所以推迟在PAL地区发售。第二个月，索尼宣布PSP将于2005年9月1日在PAL地区推出，售价为249欧元或179英镑。索尼以北美消费者需要支付当地的营业税、英国的增值税（销售税）高于美国的理由来维护PSP在这些地区的较高价格。尽管价格较为昂贵，PSP在PAL区域也还是取得了成功，在英国共销售了超过18.5万台。英国PSP的所有库存在开售后的三小时内售罄，比任天堂DS的8万7千台首发销量多了一倍多。PSP在使用PAL的其他地区也取得了巨大成功，在澳大利亚共预订了超过2万5千台机器，在欧洲发售的第一个星期共出售了约100万台机器。

## 硬件

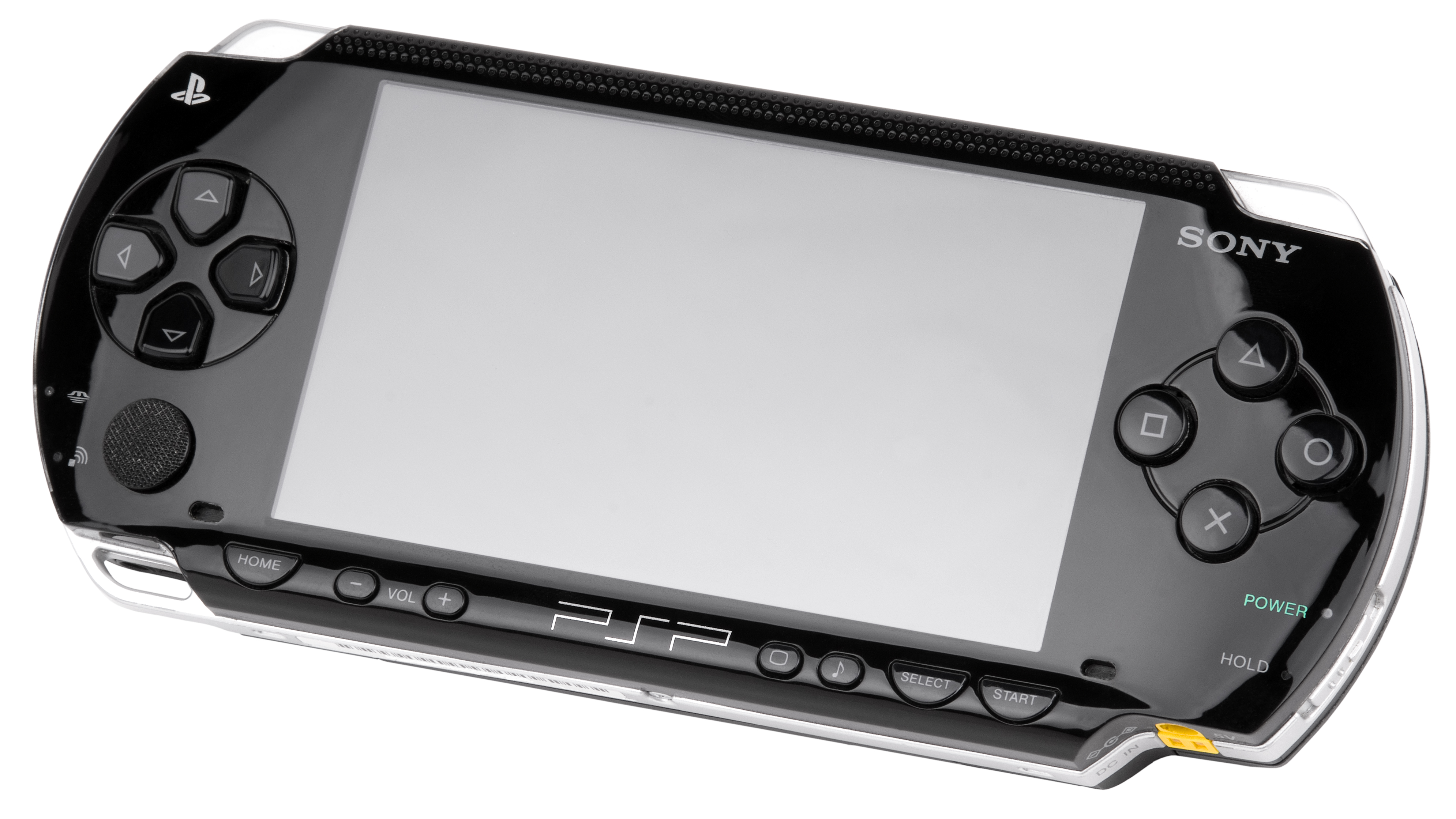
PSP-1000：肩部按钮位于顶部，方向键位于左侧，类比滑垫位于其正下方，PlayStation按钮位于右侧，一排辅助按钮位于屏幕下方。

PlayStation Portable使用常见的“条形”外形。最初的1000型号尺寸约为170×74×23毫米，重280克。机器正面有一块4.3英寸（109.2）液晶屏幕，屏幕具有480×272像素的显示分辨率，并能够显示24位真彩色，屏幕的显示效果优于任天堂DS。在机器的前面还有四个动作按钮（, , , ），一个方向按键，类比滑垫和其他几个按钮。机器顶部还有两个肩部按键及一个USB 2.0 mini-B端口，底部拥有WLAN开关和电源线插口。PSP的背面配有一个只读的通用媒体光盘（UMD）驱动器，用于读取电影和游戏光盘，机身侧边还有一个支持索尼Memory Stick PRO Duo存储卡的存储卡插槽。PSP-1000拥有一个支持IrDA的红外端口和一个两针电源接口（PSP-2000及更高型号已取消），内置立体声扬声器和耳机端口，还支持IEEE 802.11b Wi-Fi，用于访问互联网，进行ad-hoc本地多人游戏和数据传输。
PSP使用两个333MHz MIPS32架构基于R4000的中央处理器作为其主要处理器和媒体引擎，还有一个运行频率为166 MHz的圖形處理器。机器内置32 MB主随机存取存储器（PSP-2000及更高版本为64 MB）和能在中央处理器与图形处理器中自动分配的4 MB嵌入式动态随机存取存储器。索尼原本限制游戏仅能在较慢的处理器频率下运行，这使PSP在运行大多数游戏时的处理器频率为222 MHz。在2007年5月31日的PSP固件更新3.50中，索尼取消了这个限制，允许新游戏以333 MHz的中央处理器频率运行。
PSP由一块1800毫安时的电池供电（2000和3000型号为1200毫安时），可提供约3至6小时的游戏时间，4至5小时的视频播放，或8至11小时的音频播放。

## 软件

### 系统软件
PSP运行的操作系统叫做系统软件，可以通过互联网更新，或通过从记忆棒或UMD加载更新。系统软件无法降级。
虽然系统软件不区分机器的区域版本，但索尼建议用户应该下载对应机型区域的系统更新。系统软件更新为PSP增加了许多功能，包括网络浏览器，Flash播放器的支持，各种媒体的附加编解码器，PlayStation 3（PS3）的连接以及针对安全漏洞（以及自制程序的执行）的补丁。最新版本的系统软件的版本为6.61，于2015年1月15日发布。

## 设计

### PSP-2000

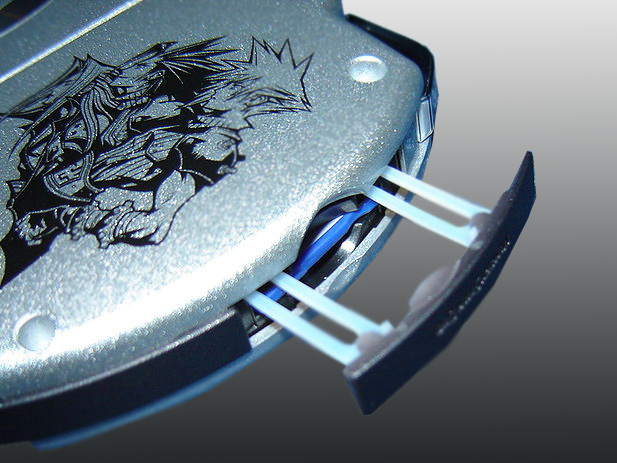
《核心危機 -最終幻想VII-》定制PSP-2000机型的记忆棒插槽

PSP-2000在PAL地区称为“PSP Slim&Lite”进行销售， 是PlayStation Portable的首次重新设计机型。在E3 2007展会上，索尼发布了有关PSP更轻薄版本的信息。PSP-2000于2007年8月30日在香港发布、9月5日在欧洲发布、9月6日在北美发布、9月7日在韩国发布、9月12日在澳大利亚发布。PSP-2000机器比原始PSP更轻薄，从机器厚度从23毫米减少至18.6毫米，重量从280克减少至189克。 
串行端口也经过了修改，来适应新的视频输出功能，但这也使其不兼容与老PSP进行移动控制。在PSP-2000上，游戏仅能以逐行扫描的模式输出到外部显示器和电视机。但非游戏视频能以逐行或隔行扫描模式输出。还引入了USB充电功能，并且针对操控性不佳的十字键进行了修改，还改进了按钮的响应性。
其他变化包括改进的无线局域网模块和微型控制器，以及更薄和更亮的LCD屏幕。为了改善原PSP机型上的UMD游戏加载时间过慢的问题，PSP-2000型的内部存储器（随机存取存储器和闪存）从32 MB加倍到64 MB，其中一部分充当缓存，这同时也提高了网页浏览器的性能。

### PSP-3000
PSP-3000在PAL地区称为“PSP Slim&Lite”或“PSP Brite”，与PSP-2000相比，PSP-3000具有改进的LCD屏幕 ，屏幕的颜色范围增加、拥有五倍于之前的对比度、减半的像素响应时间。还拥有新的子像素结构和抗反射技术，以减少在室外游玩时出现的眩光问题。光盘托盘，徽标和按钮都经过重新设计，并添加了麦克风。PSP-3000可以使用视频输出电缆以色差端子或复合视频输出游戏。一些销售商店称这种机型为“小幅升级”。
PSP-3000于2008年10月14日在北美发布、10月16日在日本发布、10月17日在欧洲发布、和10月23日在澳大利亚发布。根据《Fami通》的说法，在日本销售的前四天，PSP-3000共售出了14万1270台。PSP-3000在10月份共销售了267,000台。
在发布时，PSP-3000出现了在屏幕快速运动的物体会出现交错的问题。。

### PSP Go (N1000)

PSP Go的LOGO

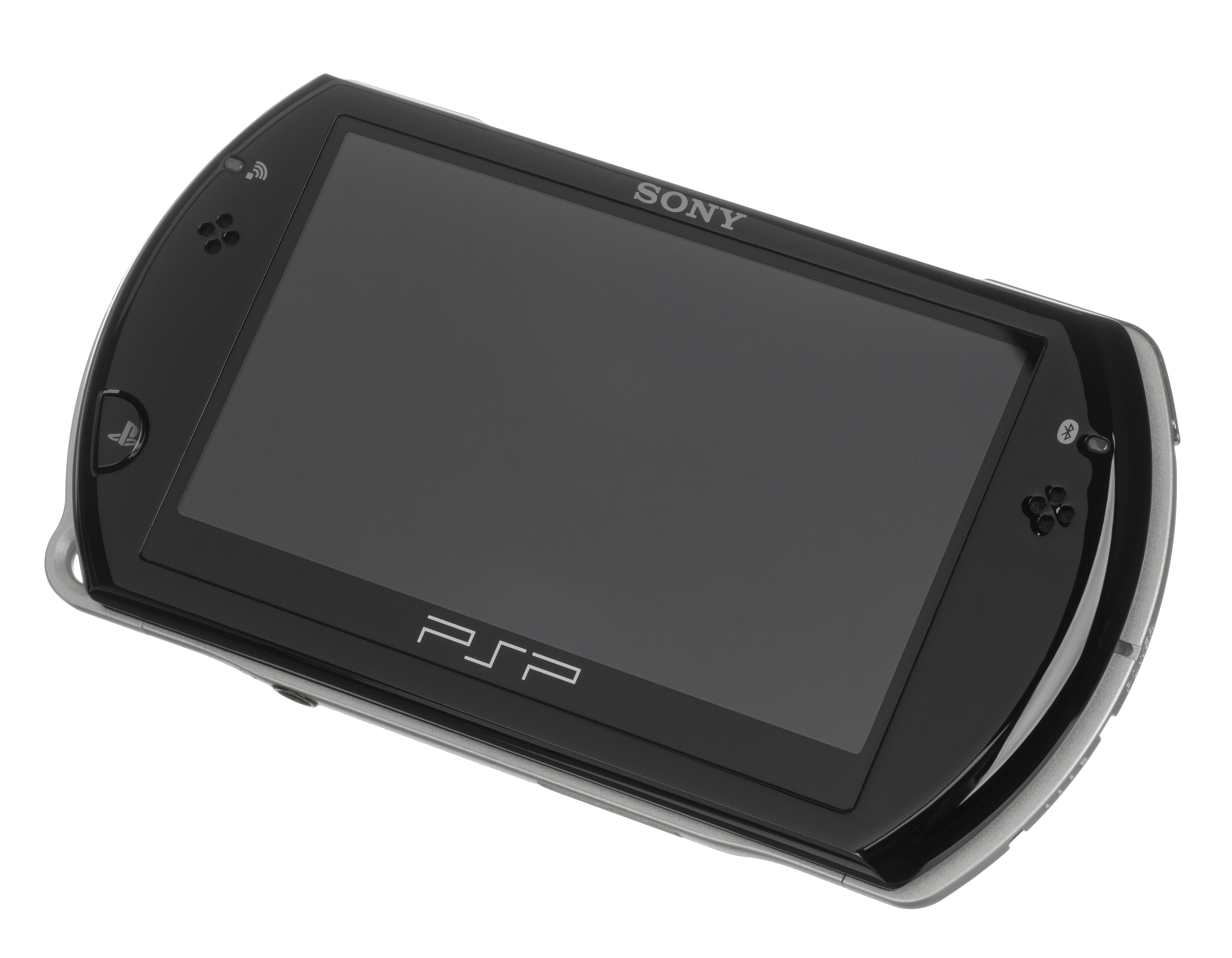
合上的PSP Go的正面

PSP Go（型号PSP-N1000） 于2009年10月1日在北美和欧洲地区发布 、在11月1日于日本发布。它最早通过索尼的Qore隨選視訊服务在2009年E3之前曝光。它的设计与其他PSP机型有很大不同。
PSP Go比原装PSP-1000轻43％、小56％，比PSP-3000轻16％、小35％。其可充电电池无法移除。它有一个3.8英寸（96.5） 480×272 像素的液晶显示屏，机器需要将屏幕向上划开才能看到控制按键。整体形状和滑动机制类似于索尼的mylo COM-2互联网设备。
PSP Go与其前代产品一样，具有802.11bWi-Fi功能。但其USB接口替换成一个特殊的多用途连接接口，购买机器时会附赠USB插头转接线。新的多用途连接接口可以使用需额外购买的复合/分量视频电缆，使PSP Go可以在同一接口上进行视频和声音输出。与之前的型号一样，索尼还提供了一个PSP Go底座（PSP-N340），可以用于在PSP Go上进行充电，视频输出和USB数据传输。此型号还增加了对蓝牙的支持，可以通过蓝牙连接Sixaxis或DualShock 3控制器游玩游戏。将PSP Go与控制器搭配使用，就能让PSP Go变成一台“便携式电子游戏机”，但输出图像的分辨率并没有提升。使用复合/分量视频电缆或底座游玩PlayStation 1游戏时，游戏画面可以全屏输出。
PSP Go没有UMD驱动器，而是具有16 GB的内部闪存，使用Memory Stick Micro（M2）可以扩展至32 GB。游戏只能从PlayStation Store上下载。UMD驱动器的移除可有效的对设备进行区域锁定，因为设备必须链接到单个区域锁定的PlayStation网络帐户。虽然PSP Go可以自行下载游戏，但用户还可以在PlayStation 3主机或Windows软件Media Go上下载游戏后将其传输到设备。
所有适用于旧款PSP型号的可下载PSP和PlayStation游戏均与PSP Go兼容。索尼证实，几乎所有2009年10月1日之后发布的基于UMD的PSP游戏都可以下载。并且大多数旧的仅限UMD版本的游戏也可以下载。
据报道，2010年2月，由于缺乏消费者兴趣和销售不佳，索尼可能会重新推出PSP Go。2010年6月，索尼开始在PSP Go上捆绑10款免费下载游戏销售，相同的促销方式也于7月份在澳大利亚出现。在美国购买PSP Go只会赠送三款免费游戏。2010年10月，索尼宣布将降低该型号机器的价格。2011年4月20日，索尼宣布PSP Go将在北美以外的地区停产，因此它们可以专注于PlayStation Vita的销售及开发。

### PSP Street (E1000)

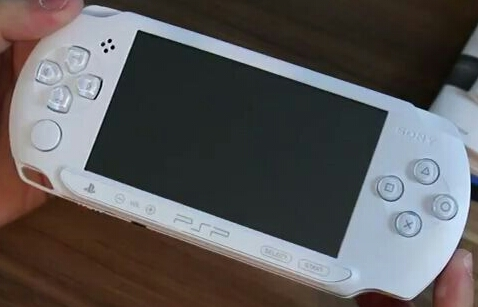
白色版PSP-E1000

PSP-E1000于Gamescom 2011上发布，其是一款以低售价为重点的机型，于2011年10月26日在PAL地区发布。E1000不支持Wi-Fi功能，并且具有类似于超薄PlayStation 3的哑光炭黑色外观。它只有一个单声道扬声器，而不是之前型号的立体声扬声器，并且没有麦克风。2012年7月20日，冰白颜色的PSP-E1000在PAL地区发售。

### 电池

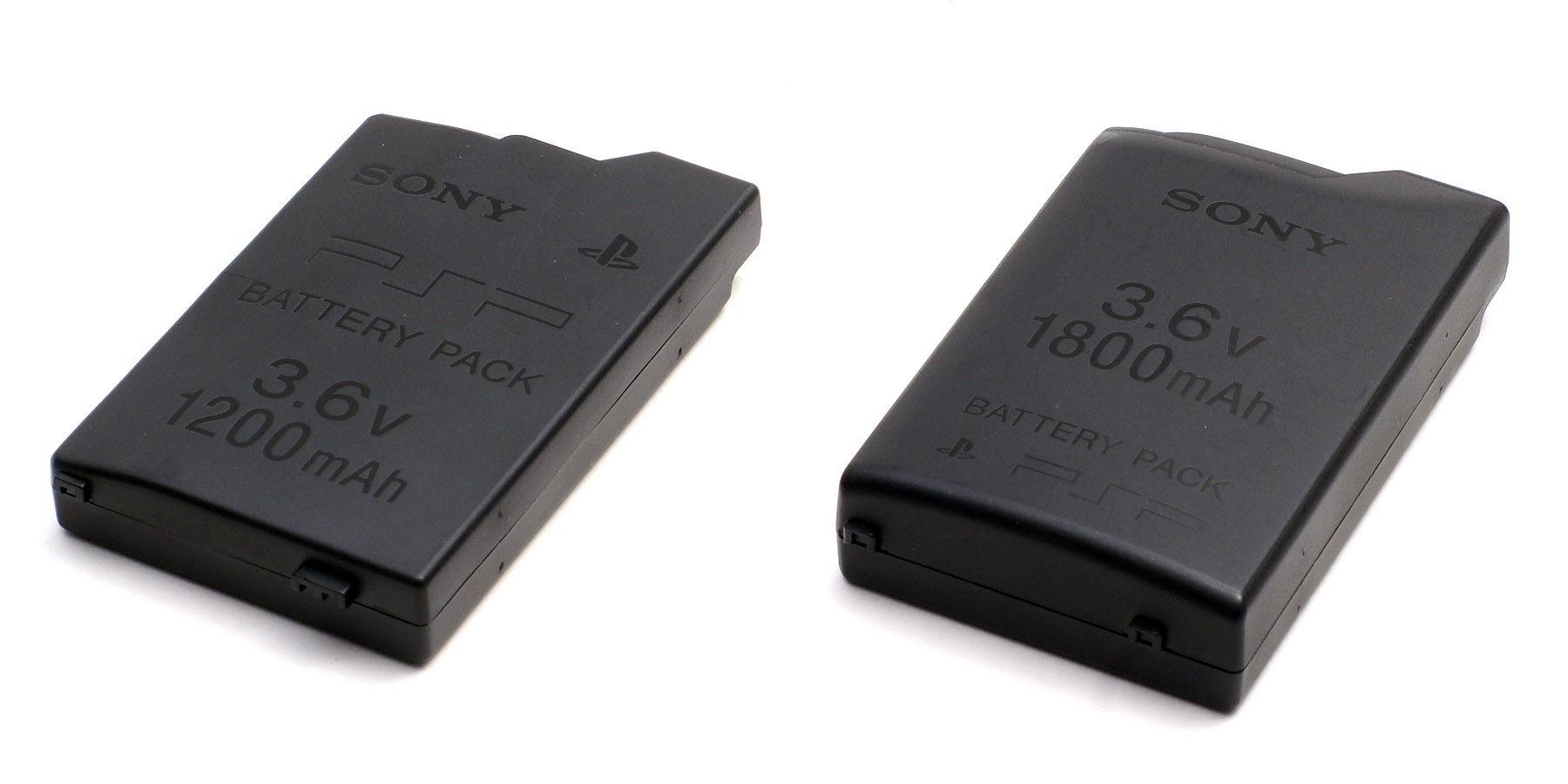
PSP-2000和3000型使用的电池（左）与PSP-1000使用的电池（右）对比

为了使设备更加纤薄，PSP电池的容量从PSP-1000的1800毫安时降至PSP-2000和3000型号中的1200毫安时。但是因为新机型的功耗也同步降低了，所以预期的使用时间并没有减少，PSP-1000型的电池依然兼容PSP-2000及PSP-3000型号，但是使用后电池盖无法正常盖上，在PSP-2000及3000型上使用PSP-1000的电池会增加机器的使用时间。电池完全充电大约需要1.5小时，充满电后可持续使用的时间为四个半小时至七小时，具体取决于屏幕亮度设置，WLAN开关及音量等因素。2008年3月，索尼在日本发布了长寿命电池套件，其中包括一个体积更大的2200毫安时电池和一个扩大的电池盖。在日本，该套件有许多种颜色的电池盖可供选择。2008年12月长寿命电池组件在北美发售，在北美发售的套件只有黑色和银色可供选择。

### 套装及颜色
PSP以套装的形式出售。最基础的套装名为基础套装（Base Pack），在北美称为Core Pack，包含PSP主机，电池和AC电源适配器。这个版本首先在日本推出，后来也在北美和欧洲发布。
许多限量版PSP都会与配件、游戏或电影捆绑销售。首个限量版机型于2007年9月12日在日本发布、9月5日在北美和欧洲发布9月12日在澳大利亚发布[68]，10月26日在英国发布。PSP-2000现已发布钢琴黑，陶瓷白，冰银，薄荷绿，费利西亚蓝，薰衣草紫，深红，哑光青铜，金属蓝，玫瑰粉作为标准颜色。还有一些特殊版本的主机在机身上会拥有着一些特殊的颜色或图案，比如《核心危機 -最終幻想VII-》（冰银雕刻），《星海遊俠1 初次啟航》（费利西亚蓝色雕刻）、《Gundam》（红色光泽/哑光黑色）、在日本发售的《魔物獵人攜帶版》（金丝绸色）、 《星際大戰》（达斯维德丝网印刷）、在北美发售的《战神：奥林匹斯之链》（奎托斯丝网印刷）、在澳大利亚和新西兰发售的《辛普森一家》（亮黄色机身，拥有白色按钮、类比滑垫和光盘架）和在欧洲发售的《蜘蛛人》（红色光泽/哑光黑色）。
以下是不同PlayStation Portable型号的对比：
| 型号                   | 图片             | 连接方法/存储方式                                                  | 无线网络连接                  | 随机存取存储器及内部存储空间   | 中央处理器                  | 显示屏                                                       | 最早发布时间           | 原始系统版本 | 电池                                   | 目前状态                 |
| ---------------------- | ---------------- | ------------------------------------------------------------------ | ----------------------------- | ------------------------------ | --------------------------- | ------------------------------------------------------------ | ---------------------- | ------------ | -------------------------------------- | ------------------------ |
| PSP-1000               | 钢琴黑色PSP-1000 | USB 2.0，UMD，串行连接口，耳机插孔，Memory Stick PRO Duo           | 802.11b Wi-Fi，IRDA           | 32 MB，32 MB系统软件           | MIPS R4000 运行于 1~333 MHz | 4.3英寸（109.2） 16:9 TFT 480 × 272分辨率 24位真彩色         | 2004年12月12日（日本） | 1.00         | 3.6 V 1800 毫安时, 可升级至2200 毫安时 | 已停产 （2014 12月）     |
| PSP-2000               | 钢琴黑色PSP-2000 | USB 2.0，UMD，视频输出接口，耳机插孔，Memory Stick PRO Duo         | 802.11b Wi-Fi                 | 64 MB，64 MB系统软件           | MIPS R4000 运行于 1~333 MHz | 4.3英寸（109.2） 16:9 TFT 480 × 272分辨率 24位真彩色         | 2007年9月              | 3.60         | 3.6 V 1200 毫安时，可升级至2200 毫安时 | 已停产 （2014 12月）     |
| PSP-3000               | 银色PSP-3000     | USB 2.0，UMD，视频输出接口，麦克风，耳机插孔，Memory Stick PRO Duo | 802.11b Wi-Fi                 | 64 MB，64 MB系统软件           | MIPS R4000 运行于 1~333 MHz | 4.3英寸（109.2） 16:9 TFT 480 × 272分辨率 24位真彩色         | 2008年10月             | 4.20         | 3.6 V 1200 毫安时，可升级至2200 毫安时 | 已停产 （2012 12月）     |
| PSP Go（PSP-N1000）    | 钢琴黑色PSPGo    | 多用途连接插孔，耳机插孔，麦克风，Memory Stick Micro（M2）         | 802.11b Wi-Fi，藍牙 2.0 + EDR | 64 MB，16 GB用户和系统软件共享 | MIPS R4000 运行于 1~333 MHz | 3.8英寸（96.5） 16:9 TFT 480 × 272分辨率，24位真彩色，滑盖屏 | 2009年10月             | 5.70         | 3.6 V DC 不可移除电池                  | 已停产 （2011 4月 20日） |
| PSP Street (PSP-E1000) | PSP-E1000        | USB 2.0，UMD，耳机插孔，Memory Stick PRO Duo                       | 否                            | 64 MB，64 MB系统软件           | MIPS R4000 运行于 1~333 MHz | 4.3英寸（109.2） 16:9 TFT 480 × 272分辨率，24位真彩色        | 2011年10月             | 6.50         | 3.6 V DC 不可移除电池                  | 已停产 （2014 12月）     |

## 游戏

### 体验版游戏和模拟器
2004年底，索尼发布了一系列PSP体验版游戏。比如《Duck In Water》、《world/ball》、《Harmonic City》和《Luga City》。商业PSP游戏的体验版本可以免费直接从互联网上下载至记忆棒并直接从中运行。 体验版游戏有时会以UMD的格式发布，并邮寄或提供给零售店的客户。此外，许多较旧的PlayStation游戏也重新发布，这些游戏可以在PSP上使用内置的游戏机模拟器进行游玩。截至2008年，该功能可以通过适用于PlayStation 3，PSP，PlayStation Vita（或PlayStation Vita TV）或个人电脑的PlayStation Network服务访问。对于PSP游戏的模拟器也有许多，JPCSP是最早的PSP游戏模拟器之一，它运行于Java平台。PPSSPP是目前最受欢迎的PSP游戏模拟器。它是目前运行速度最快，兼容性最好的PSP游戏模拟器。支持在许多平台上运行大部分PSP游戏。

### 值得注意的游戏
PSP在其11年的生命周期中一共发布了1370款游戏。PSP的首发游戏有：《Ape Escape: On the Loose》（北美、欧洲、日本）、《恶魔战士编年史：混沌之塔》（北美、欧洲、日本）、《真·三国无双》（所有地区）、《音乐方块》（北美、欧洲、日本）、《潛龍諜影Ac!d》（北美、欧洲、日本）, 《极品飞车：地下车会挑战》（北美、欧洲、日本）、《NFL街头橄榄球2：释放》 （北美、欧洲）、《山脊赛车》（北美、欧洲、日本）、《蜘蛛侠2》（北美、欧洲、日本）、《老虎伍兹PGA巡回赛》（北美、欧洲、日本）、《托尼霍克地下滑板2：Remix》（北美、欧洲）、《Twisted Metal: Head-On》（北美、欧洲）、《无尽的传说：刀锋兄弟会》（北美、欧洲、日本）、《反重力赛车》（所有地区）和《世界巡回赛足球：挑战版》（北美、欧洲）。另外，还有在北美独家首发的《美国职业冰球联盟》和《NBA》。在所有PSP游戏中，销量最好的是《俠盜獵車手：自由城傳奇》，截至2015年10月，已售出760万份。 
其他畅销的PSP游戏有《俠盜獵車手：罪惡城市傳奇》、《魔物獵人攜帶版3rd》、《GT赛车》、和《魔物獵人攜帶版2nd G》。最后一款PSP游戏《荒野老城DX》于2016年7月发布。在Metacritic上评分最高的三个PSP游戏是：《戰神：斯巴達的亡魂》、《俠盜獵車手：罪惡城市傳奇》和《Daxter》。《潛龍諜影 和平先驅》是唯一一个在Fami通拥有完美评分的PSP游戏。在E3 2006期间，索尼计算机娱乐美国公司宣布，PSP即将启用Greatest Hits计划。2006年7月25日，索尼计算机娱乐美国公司发布了一系列Greatest Hits廉价再版游戏。其中包括《Ape Escape:On the Loose》、《ATV Offroad Fury: Blazin' Trails》、《Hot Shots: Open Tee》、《Twisted Metal: Head-On》和《反重力赛车》。PSP Greatest Hits系列包括已售出25万份以上并已发布九个月的游戏。这个系列中的PSP游戏仅以每份19.99美元的价格出售。为了让超大游戏尽量推出UMD格式的版本，可下载版的游戏限制在了最大1.8 GB。PlayStation Store中也推出了一系列新的游戏，称为“Minis”，其中都是一些体积较小，价格便宜且仅有下载版本的游戏。

## 自制固件与软件

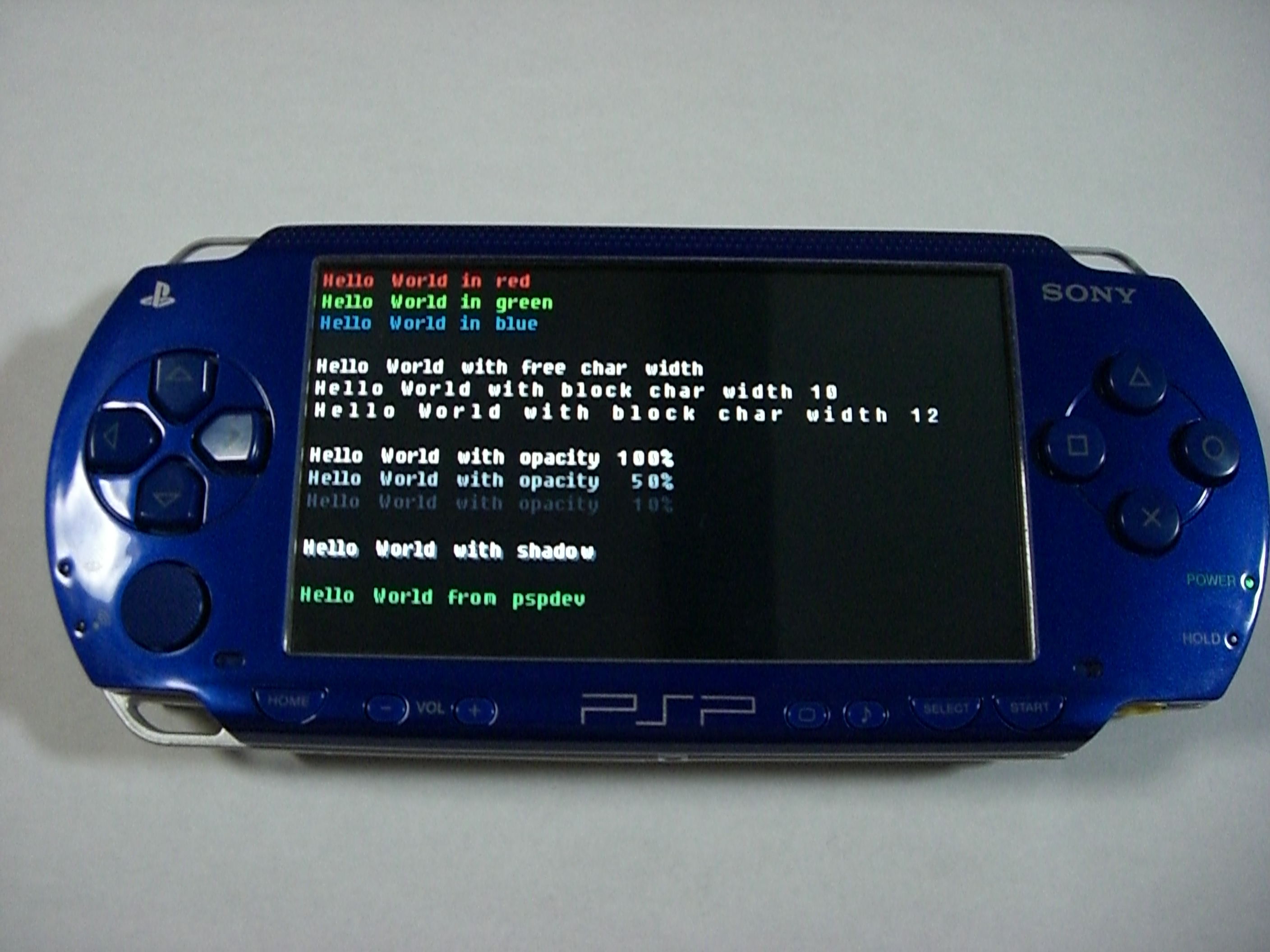
PSP自制软件

2005年6月15日，黑客反汇编了PSP的代码并将代码公布在互联网上。最初，修改过后的PSP只能运行一些玩家自制的代码或一小部分受保护的软件，比如自制的PSP应用程序、计算器或文件管理器。索尼也一直在通过升级系统固件来封堵被黑客利用的系统漏洞，但一些用户对系统固件进行了修改，使其能够运行更多的自制内容和运行拥有数字版权管理的软件和游戏。黑客为PSP编写了一些特殊的程序，使其能从记忆棒中读取UMD光碟的ISO备份文件，来运行拥有版权数字管理的游戏。比较受欢迎的PSP自制固件有M33自制固件，Minimum Edition (ME/LME) CFWm和PRO CFWl。 

## 外设

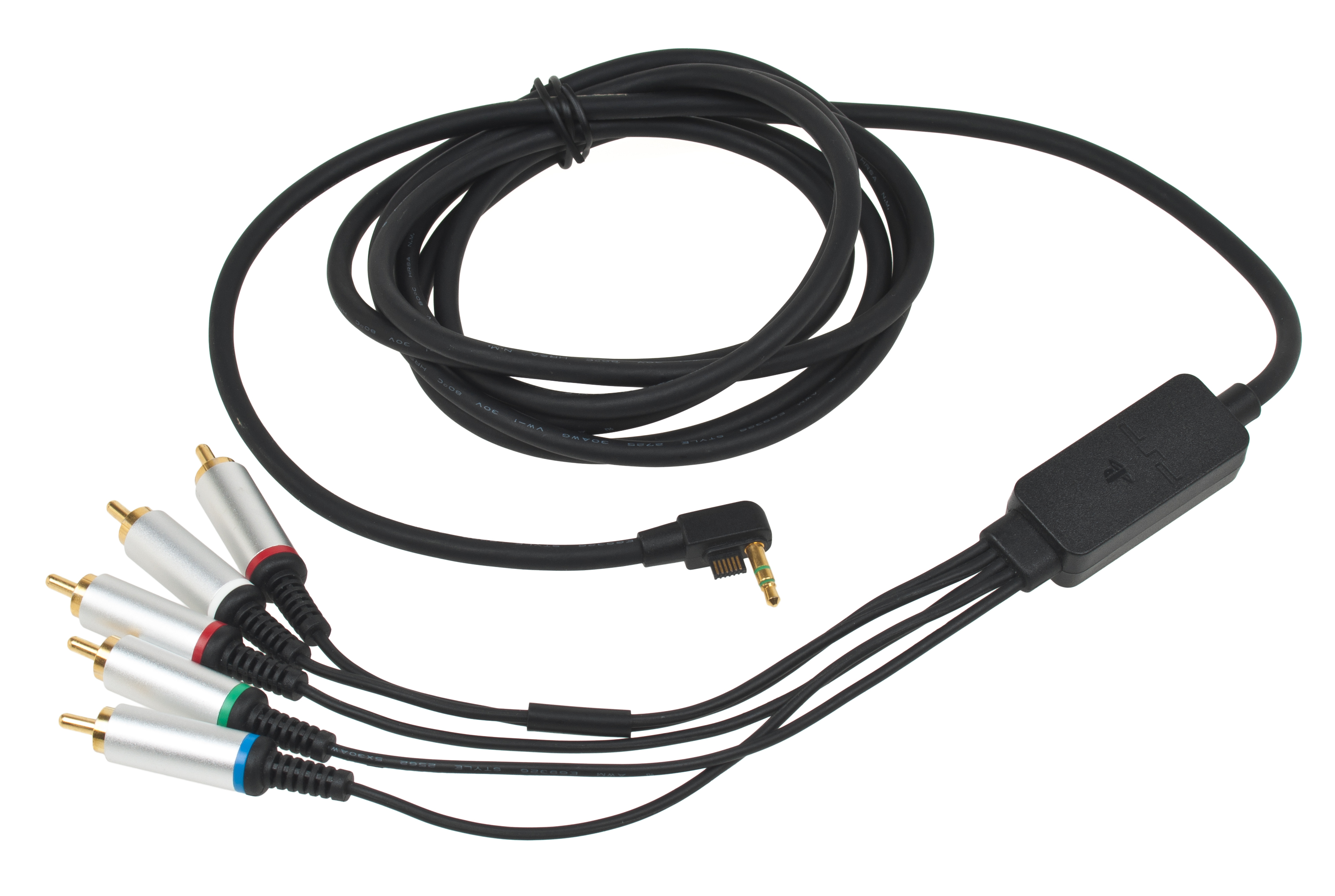
分量电缆，可以使PSP-2000和3000型号输出模拟立体声音频和模拟分量视频（YP_{B}P_{R}）

PSP的官方配件有AC适配器、车载适配器、耳机、带遥控器的耳机、延长使用时间的2200毫安时电池、电池充电器、便携收纳包、配件收纳袋和清洁布以及主机收纳袋和腕带。索尼还为PSP-2000专门设计了一款1seg电视调谐器外设（型号PSP-S310），可以在日本地区接收部分数字信号电视，其于2007年9月20日在日本发布。
索尼还为PSP-2000开发了一款全球定位系统外设。这款外设首先于2008年在日本发布，随后在美国发布。外设附赠了一个存储着驾驶路线地图和城市观光指南的UMD光盘。
在PSP停产后，中国电子公司郎强发布了一款名为LKV-8000的PSP转HDMI视频转换器，这款设备兼容PSP-2000、PSP-3000和PSP Go。其能够解决在现代高清电视中使用传统PSP视频转换线而出现的画面无法全屏显示的问题，LKV-8000在其连接器上有一个缩放按钮。按下即可使游戏画面全屏显示。其他一些中国公司也发布了不同名称的克隆产品，如Pyle PSPHD42。LKV-8000及其克隆产品在PSP玩家和评论者中广受欢迎，是在大屏幕电视上游玩和录制PSP游戏的最好方式。

### 网页浏览器

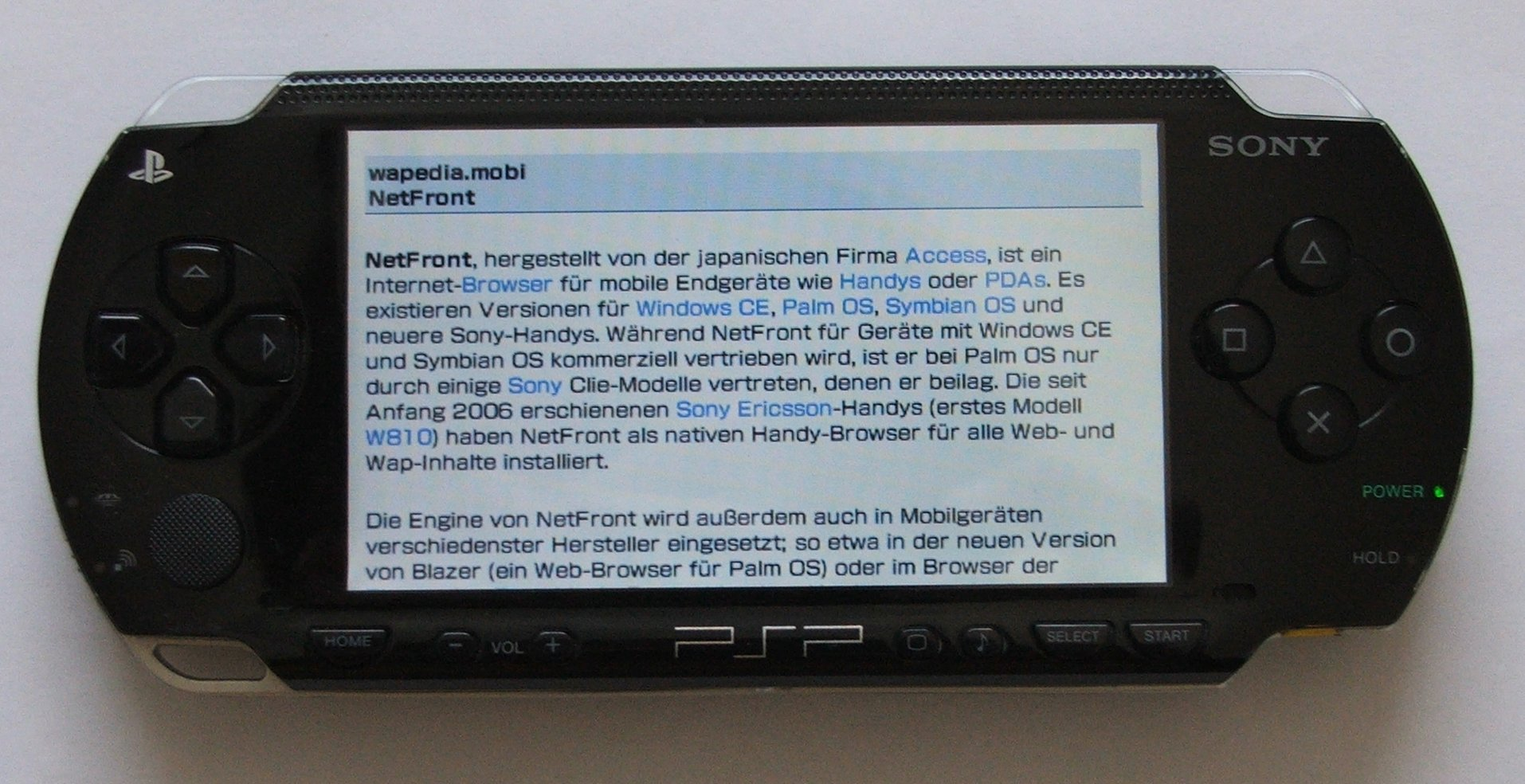
PSP-1000上的网页浏览器

PSP中自带的网页浏览器使用的是一种特殊版本的NetFront浏览器，其通过系统更新预置在PSP系统中。浏览器支持HTTP cookie，網頁表單，CSS和基础的JavaScript。具有选项卡式浏览功能，但最多支持同时开启三个选项卡。

### Remote Play
Remote Play能让PSP通过WLAN远程使用PlayStation 3的部分功能。通过Remote Play，用户可以远程浏览存储在PS3上的图片、音乐和视频或连接USB设备。Remote Play也能让PSP远程控制PS3的电源开关和远程控制PS3上的音乐播放。虽然大多数PS3功能都支持通过Remote Play在PSP上远程使用，但是Remote Play不支持远程播放DVD与蓝光光盘、游玩PlayStation、PlayStation 2和大部分PS3游戏、以及远程访问存储在PS3硬盘上的数字版权管理内容。

### VoIP通话
从3.90版本PSP系统固件开始，PSP-2000，3000和PSP Go可以使用Skype的VoIP服务。由于硬件限制，PSP-1000无法使用该服务。这项服务允许用户通过Wi-Fi或者连接蓝牙网络调制解调器在PSP上进行Skype通话。用户必须先购买Skype点数才能拨打电话。

### PlayStation Room
在2009年东京电玩展上，索尼为PSP推出了一款类似于PS3在线社交软件PlayStation Home的软件。名叫“Room”（经常写作“R∞M”），它于2009年10月至2010年4月在日本进行开放测试。该软件可以直接从XMB中的PlayStation Network中的选项中打开。与在家中一样，PSP用户可以邀请其他PSP用户进入他们的“房间”以享受“实时通信”。由于社区的消极反馈，Room的开发于2010年4月15日停止。

### 数字漫画阅读器
索尼与Rebellion Developments、华特迪士尼公司、IDW公司、Insomnia Publications、iVerse、漫威漫畫和Titan Books等出版商合作，在PlayStation Store上发布数字版漫画。运行数字漫画阅读器应用程序需要6.20版本PSP系统固件。
PlayStation Store的“漫画”区于2009年12月10日在日本首先开放，获得许可的出版商有ASCII Media Works，Enterbrain，角川書店，讲谈社，集英社，小學館，史克威尔艾尼克斯，SB創意（HQ Comics），白泉社，萬代影視，富士見書房，雙葉社和Bunkasha。漫画区于2009年12月16日在美国和讲英语的PAL国家开放，但在11月20日时，《Aleister Arcane》、《Astro Boy: Movie Adaptation》、《Star Trek: Enterprise Experiment》和《Transformers: All Hail Megatron》已经可以通过限时的PlayStation Network兑换码来在这些地区获得。 2010年初，该服务还支持了德语，法语，西班牙语和意大利语。可下载的漫画会根据PSP系统固件的区域进行显示，日本固件的PSP不会显示在欧洲商店中购买的漫画，反之亦然。索尼于2012年9月关闭了数字漫画服务。

## 销量及评价

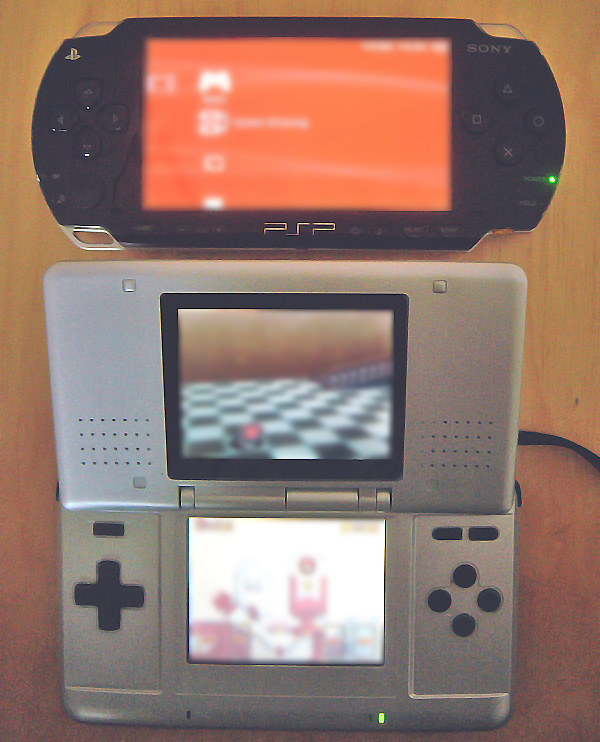
PSP和任天堂DS对比

PlayStation Portable在其推出后不久就获得了积极的评价，大多数评论家都指出了类似的优点和缺点。CNET授予PSP 8.5分（满分10分），并称赞PSP的强大的硬件及其多媒体功能，但遗憾的是缺少保护屏幕和UMD光驱的保护盖。Engadget赞扬了主机的设计，称“它绝对是一款精心设计的、漂亮的小型掌上电脑”。PC World赞扬了主机内置的Wi-Fi功能，但批评了PSP在发布时没有网络浏览器。以及主机闪亮外观造成的眩光和污迹。大多数评论家还称赞了PSP大而明亮屏幕及其音频和视频播放的功能。在2008年，時代雜誌将PSP列为“旅游必备小工具”，理由是PSP优秀的影音播放、无线通信以及即将推出的GPS功能。
PlayStation Portable刚开售时索尼大幅度宣传了其高端的性能和多种多样的功能，又因PSP与任天堂DS都于2004年初推出，导致人们普遍认为PSP后期销量会强于任天堂DS。然而，任天堂美国总裁Reggie Fil-Aime在任天堂DS发布后却十分关心其体验方面的问题。DS渐渐的因为其可触摸的双屏幕配置和无线网络功能，吸引了越来越多的第三方开发者，任天堂DS也相比PSP变得越来越受欢迎。
而人们对于PSP Go的评价则好坏参半。主要是其销售定价受到了批评：《Ars Technica》称其“太贵了”、《衛報》说PSP Go的成本是机器目前遇到的“最大的问题”。Engadget说PSP Go的售价仅仅比PS3低50美元，而PS3还拥有蓝光光驱等一系列其他功能。《连线》说相比于PSP Go，更老的PSP-3000型号价格更便宜且支持UMD光盘。而IGN则称PSP Go的价格绝对会导致其“很难销售”。PSP Go上的类比滑垫的位置和USB接口的更改也遭受了评论家的批评。《Ars Technica》称赞了PSP Go的屏幕，称其屏幕相比以前机型更加“明亮、清晰和干净”。《T3》也称赞了PSP Go的屏幕，表示在PSP Go上“图片和视频看起来都很棒”。对于PSP Go的操控问题评论家也各执一词：《泰晤士报》称新的按钮位置“很快就能熟悉”。但CNET和《Stuff》却说PSP Go上的模拟滑垫的位置“十分尴尬”。《新西兰先驱报》还称赞了PSP Go新增加的蓝牙功能，能使DualShock 3手柄连接到PSP Go上使用。但《Ars Technica》却批评DualShock 3与PSP Go的连接十分繁琐，DualShock 3与PSP Go的连接必须要通过一台PS3来进行设置，导致没有PS3的用户无法在PSP Go上直接DualShock 3控制器。
截至2007年3月31日，PlayStation Portable在全球的出货量为2539万台，亚洲为692万台，北美为958万台，欧洲为889万台。根据艺电的估计，PSP在欧洲2006年共销售了400万台，2007年销售了310万台。根据NPD集团的数据，2007年PSP在美国销售了382万台，据Enterbrain的数据，PSP在日本2007年共销售了302万2659台，在2008年共销售354万3171台。
| 地区 | 销售台数                     | 最早发售时间   |
| ---- | ---------------------------- | -------------- |
| 日本 | 1900万 （截至2013年4月28日） | 2004年12月12日 |
| 美国 | 1700万（截至2010年3月14日）  | 2005年3月24日  |
| 欧洲 | 1200万（截至2008年5月6日）   | 2005年9月1日   |
| 英国 | 320万（截至2009年1月3日）    | 2005年9月1日   |
| 全球 | 7630万 (截至2012年3月31日)   | —              |

根据NPD集团的数据，PSP在美国截至2008年1月1日之前售出了1047万台。在日本，仅2008年3月24日至30日这一周，PSP的销量就几乎超过其他所有游戏机销量的总数，销售12万9986台，其中一些是与《魔物獵人攜帶版2nd G》捆绑销售的。据Media Create的报道，这也是那一周中PSP最畅销的游戏。根据Enterbrain的说法，截至2008年12月28日，PSP在日本销售了1107万8484台。根据索尼计算机娱乐欧洲公司的数据，截至2008年5月6日，PSP已在欧洲销售了1200万台。据捷孚凯的报道，截至2009年1月3日，PSP在英国已售出320万台。
从2006年到2010年的第三季度，PSP共销售了5300万台。索尼营销负责人兼高级副总裁彼得·狄龙在2009年接受采访时表示，电子游戏的盗版问题导致了其销售量低于了预期。虽然PSP与任天堂DS针对不同受众群体，PSP还是在直接与任天堂DS竞争。在PSP生命周期的最后几年，其销量开始逐渐减少。PSP在北美的出货于2014年1月结束，然后欧洲也结束了PSP的出货，2014年6月3日，索尼宣布PSP在日本的销售即将结束。但该设备的生产和对亚洲其他地区的销售还将继续。在PSP的生命周期中，其销量比任天堂DS少了共8000万台。

## 营销争议
2005年底，索尼表示聘请了许多涂鸦艺术家在美国七个主要城市（包括纽约市，亚特兰大，费城和旧金山）为PSP喷涂墙面广告。索尼称它们已经向相关企业和业主获得了喷涂墙壁的权利。一年后，索尼在英国举办了一场海报宣传活动，在许多地方贴上了PSP宣传海报。但曼徹斯特皮卡迪利站电车平台上的一张“在这里跳跃”的海报引起了很大的争议，由于担心海报有鼓励人们自杀的风险，索尼撤下了在曼徹斯特皮卡迪利站张贴的海报。
2006年底，索尼在荷兰发布了一则广告牌广告，广告中描述了一名白人妇女捂着一名黑人女子的嘴巴并说：“PlayStation Portable白色即将到来”。这则广告得以广泛的传播开来。索尼在荷兰还存在着两个类似的广告：一个广告描绘着两名女子以战斗的姿势面对面看着，另一个广告则描绘着一名黑人女子在一名白人女子的上方并表示出“占领”的姿势。索尼声明这些广告的目的是为了对比PSP的白色和黑色的版本。但这些广告被人们解释为种族主义。这些广告从未在其他国家或地区发布，并在出现了争议后在荷兰撤下。该广告还吸引了许多国际新闻的报道：Engadget表示，索尼可能正在利用这种效果来制造人们的关注。
索尼于2006年12月在网上接受了一场游击营销活动的审查，人们发现索尼雇人扮演年轻的博主，在其博客中表示迫切想要一个PSP。以制造PSP的知名度。后来人们发现该博客由广告公司Zipatoni创建。